# Браницкий, Геннадий Алексеевич
Брани́цкий Генна́дий Алексе́евич (7 ноября 1938, в г. Фергана, УзССР) — профессор, доктор химических наук, работник НИИ физико-химических проблем БГУ, заместитель декана химического факультета (1967—1973), заместитель и исполняющий обязанности директора НИИ ФХП (1978—1987), декан химического факультета БГУ(1973 — 1978, 1995 — 2005), заведующий лабораторией химии тонких плёнок Учреждения Белорусского государственного университета «Научно-исследовательский институт физико-химических проблем» (2005 — 2010), заслуженный деятель науки (1998).

## Биография
Геннадий Алексеевич родился 7 ноября 1938 г. в г. Фергане, УзССР.
В 1960 году закончил химический факультет Белорусского государственного университета, затем аспирантуру БГУ (1963).
В 1967 году защитил кандидатскую и в 1987 г. — докторскую диссертацию. Преподавательскую и научную работу успешно сочетает с административной на химическом факультете и в НИИ физико-химических проблем Белгосуниверситета, в создании которого (1978) принимал самое непосредственное участие.
В 1967—1978 гг. был заместителем и деканом химического факультета, в 1978—1987 гг. — заместителем и исполняющим обязанности директора НИИ ФХП, с 1995 г. по 2005 г. — декан химического факультета.

## Научная деятельность
Основными результатами исследований, выполненных Геннадием Алексеевичем со своими коллегами, являются установление ряда ранее неизвестных закономерностей формирования фотографических изображений из неблагородных металлов и высокодисперсного серебра.
Им и его сотрудниками обнаружен и изучен эффект фотохимического активирования пленочных систем металл — полупроводник, обеспечивающий возможность селективного осаждения металлов из растворов на экспонированные участки плёнок, и эффект «растекания» скрытого изображения на диоксидтитановых фотослоях, установлены закономерности химического осаждения разных металлов на малых частицах серебра, выявлены условия целенаправленного регулирования размеров и формы коллоидных частиц серебра в желатиновых галогенидосеребряных слоях.
Практическим итогом этих исследований явилось создание не имеющих аналогов в мировой практике различных типов регистрирующих систем для записи информации и процессов получения многоцветных (полихромных) фотографических изображений на черно-белых галогенидосеребряных фотоматериалах без использования окрашенных пигментов и красителей.
Им предложены принципиально новые методы получения тонкопленочных структур металл-оксид разного состава и керамик, что нашло широкое применение в составе чувствительных элементов химических сенсоров для обнаружения и контроля взрывоопасных и токсичных газов в воздушной среде.
Г. А. Браницкий — соавтор более 400 научных работ, из них более 80 изобретений. Им подготовлено 15 кандидатов наук.

## Награды
- 1990 — медаль Косара. (Американское фотографическое общество)
- 1998 — Заслуженный деятель науки Республики Беларусь.